# سیارک ۲۹۴۳۱
سیارک ۲۹۴۳۱ (به انگلیسی: 29431 Shijimi، نامگذاری:1997GA26) بیست و نه هزار و چهارصد و سی و یکمین سیارک کشف شده‌است که در ۱۲ آوریل ۱۹۹۷ کشف شد.